# 오르페오 (몬테베르디)

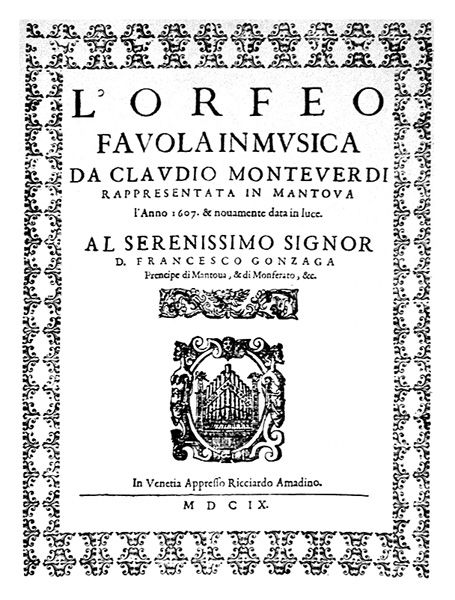

오르페오(L'Orfeo) ( SV 318) ( 이탈리아어 발음: [lorˈfɛːo] )는 알레산드로 스트리지오(Alessandro Striggio) 리브레토가 있는 클라우디오 몬테베르디의 오페라다. 그리스 신화의 오르페우스의 이야기를 바탕으로 하데스 로 내려가 죽은 신부 에우리디케를 살아 있는 세계로 되돌리려는 시도에 대한 이야기를 담고 있다. 그것은 1607년 Mantua에서 열리는 연례 카니발 기간 동안의 궁정 공연을 위해 작곡되었다. Jacopo Peri 의 Dafne 은 일반적으로 오페라 장르의 첫 번째 작품으로 인정되며 가장 초기에 남아 있는 오페라는 Peri의 Euridice 이지만 L'Orfeo는 여전히 정기적으로 공연되는 가장 초기의 작품이다.
17세기 초에 이르러 전통적인 중간 중간 극(직극의 막 사이의 음악적 시퀀스)은 완전한 뮤지컬 드라마 또는 "오페라"의 형태로 진화했다. Monteverdi의 L'Orfeo는 이 과정을 실험적 시대에서 벗어나 새로운 장르의 완전히 개발된 첫 번째 예를 제공했다. 초기 공연 후 이 작품은 만토바에서 다시 상연되었으며, 향후 몇 년 안에 다른 이탈리아 센터에서도 공연될 수 있다. 그 악보는 1609년에 몬테베르디에 의해 출판되었고 1615년에 다시 출판되었다. 1643년 작곡가가 사망한 후 오페라는 여러 해 동안 공연되지 않았고 19세기 후반에 관심이 부활하여 현대판과 공연이 급증할 때까지 거의 잊혀졌다. 처음에는 이러한 공연이 기관과 음악 학회에서 콘서트(무연) 버전이 되는 경향이 있었지만 1911년 파리에서 현대적으로 극화된 최초의 공연이 있은 후 극장에서 작품을 보기 시작했다. 제2차 세계 대전 이후에 많은 녹음이 발행되었고 일부 주요 공연장에서 반대했지만 오페라는 점점 더 오페라 하우스에서 상연되었다. 2007년에는 초연 400주년을 맞아 전 세계에서 공연을 펼쳤다.
그의 출판된 악보에서 몬테베르디는 특정 장면과 캐릭터를 묘사하는 데 사용되는 별개의 도구 그룹과 함께 배포할 약 41개의 도구를 나열한다. 따라서 현악기, 하프시코드 및 리코더는 님프와 양치기와 함께 트라키아의 목가적 인 들판을 나타내는 반면 무거운 금관은 지하 세계와 그 거주자를 나타낸다. 르네상스 시대에서 바로크 시대로 넘어가는 시점에 작곡된 L'Orfeo 다성음악 사용하여 음악 예술 내에서 알려진 모든 자원을 사용한다. 작업은 그렇게 조정되지 않다. 르네상스 전통에서 기악 연주자들은 작곡가의 일반적인 지시를 따랐지만 즉흥 연주에 상당한 자유가 주어졌다.

## 역사적 배경
1567년 크레모나에서 태어난 클라우디오 몬테베르디는 크레모나 대성당 의 마에스트로 디 아카펠라 (음악 책임자)인 Marc'Antonio Ingegneri 밑에서 공부 한 음악 신동이었다. 노래, 현악 연주 및 작곡 훈련을 받은 후 몬테베르디는 1590년 또는 1591년 Mantua의 Duke Vincenzo Gonzaga의 궁정에서 suonatore di vivuola (비올라 연주자)로 자리를 확보할 때까지 베로나와 밀라노에서 음악가로 일했다.  능력과 노력을 통해 몬테베르디는 1601년 곤자가의 거장 della musica (음악의 거장)가 되었다.
Vincenzo Gonzaga의 뮤지컬과 스펙터클에 대한 특별한 열정은 가족과 피렌체 궁정의 관계에서 비롯되었다. 16세기가 끝나갈 무렵, 혁신적인 피렌체 음악가들은 인터미디오( 구어 드라마의 행위 사이에 삽입된 음악 막간 형식)를 점점 더 정교한 형식으로 발전시켰다. Jacopo Corsi가 이끄는 이 유명한 Camerata  후계자들은 일반적으로 오페라 장르에 속하는 것으로 일반적으로 인정되는 최초의 작품인 Dafne, Corsi와 Jacopo Peri가 작곡하고 1598년 피렌체에서 공연했다. 이 작품은 마드리갈 가창과 모노디 요소를 춤과 기악 악절과 결합하여 극적인 전체를 구성했다. 그 음악의 일부만이 여전히 존재하지만 같은 기간의 다른 여러 피렌체 작품( Emilio de' Cavalieri의 Rappresentatione di Anima, et di Corpo, Peri의 Euridice 및 Giulio Caccini 의 동일한 제목 Euridice) 은 완전하게 살아남다. 오비디우스의 변신 이야기에 자세히 설명되어 있는 오르페우스 신화의 많은 음악적 표현 중 첫 번째 작품이었고, 따라서 Monteverdi의 L'Orfeo 의 직접적인 선구자였다.
Gonzaga 궁정은 드라마틱 엔터테인먼트를 홍보한 오랜 역사를 가지고 있다. Vincenzo 공작 시대보다 1세기 전에 법원은 안젤로 폴리치아노의 서정 드라마 La favola di Orfeo를 상연했는데, 그 중 적어도 절반은 말보다 노래로 이루어졌다. 보다 최근에는 1598년에 몬테베르디가 궁정의 음악 시설이 조반니 바티스타 구아리니 의 희곡 Il 목사 fido를 제작하는 것을 도왔다. 이 희곡은 연극 역사가인 Mark Ringer 가 목가적인 드라마에 대한 이탈리아 열풍에 영감을 준 "유역의 연극 작품"으로 묘사했다. 1600년 10월 6일, 마리아 데 메디치가 프랑스 왕 앙리 4세와 결혼하기 위해 피렌체를 방문하는 동안 빈첸초 공작은 페리의 에우리디체 초연에 참석했다. 몬테베르디를 비롯한 그의 주요 음악가들도 이 공연에 참석했을 가능성이 크다. 공작은 이 새로운 형태의 극적 오락의 참신함과 그것을 후원할 준비가 된 사람들에게 명성을 가져다 줄 잠재력을 빠르게 인식했다.

## 작곡
Monteverdi가 L'Orfeo를 작곡할 때 그는 연극 음악에 대한 철저한 기초를 가지고 있었다. 그는 16년 동안 곤자가 궁정에서 일했으며 대부분은 무대 음악의 연주자 또는 편곡자로 일했으며 1604년에는 1604-05 Mantua Carnival을 위해 ballo Gli amori di Diane ed Endimone을 썼다.  몬테베르디가 그의 첫 오페라 악보를 구성한 요소들( 아리아, 스 트로픽 노래, 레치타티보, 합창, 춤, 극적인 음악 막간)은 지휘자 니콜라우스 아르농쿠르가 지적했듯이 그가 작곡한 것이 아니라 혼합했다. 새롭고 오래된 가능성의 전체 재고를 참으로 새로운 통일체로." 음악학자 로버트 도닝턴(Robert Donington) 은 유사하게 다음과 같이 기술한다. "[악보]에는 선례에 근거하지 않은 요소가 포함되어 있지 않지만 최근에 개발된 형식으로 완전한 성숙에 도달한다. . . [오페라의 선구자들이] 표현하고자 했던 그대로 음악에 직접 표현된 단어들. 천재의 영감을 가득 담아 표현한 음악이 여기 있다."
몬테베르디는 출판된 악보의 시작 부분에 오케스트라 요구 사항을 명시하지만 그날의 관행에 따라 정확한 사용법을 지정하지 않았다. 그 당시에는 작업의 각 통역사가 마음대로 사용할 수 있는 오케스트라의 힘에 따라 지역적 결정을 자유롭게 할 수 있도록 허용하는 것이 일반적이었다. 이는 장소에 따라 크게 다를 수 있다. 게다가 Harnoncourt가 지적했듯이 기악 연주자들은 모두 작곡가였을 것이며 정해진 텍스트를 연주하기보다 매 공연마다 창의적으로 협업할 것으로 기대했을 것이다. 당시의 또 다른 관행은 가수가 아리아를 꾸밀 수 있도록 하는 것이었다. 몬테베르디는 오르페오의 "Possente spirto "와 같은 일부 아리아의 평범하고 장식적인 버전을  Harnoncourt에 따르면 "그가 어떤 꾸밈도 쓰지 않은 곳에서 그가 노래하기를 원하지 않았다는 것은 분명하다."
오페라의 각 막은 이야기의 단일 요소를 다루며 각 막은 코러스로 끝난다. 5막 구조에도 불구하고 두 세트의 장면 전환이 있는 L'Orfeo는 당시의 궁중 예능의 표준 관행을 따르고 막 사이의 간격이나 막이 내리지 않고 연속적인 개체로 연주되었을 가능성이 크다. 청중의 시야에서 장면 전환이 일어나는 것이 현대의 관습이었고 이러한 변화는 악기, 키 및 스타일의 변화에 의해 음악적으로 반영되었다.

### 편성
분석을 위해 음악 학자인 Jane Glover는 몬테베르디의 악기 목록을 현악기, 금관악기 및 연속 주곡의 세 가지 주요 그룹으로 나누었으며, 몇 가지 추가 항목은 쉽게 분류할 수 없다. 현 그룹은 10명의 바이올린계( viole da brazzo ), 2개의 더블 베이스( contrabassi de viola ) 및 2개의 키트 바이올린( violini piccoli alla francese )으로 구성된다. 비 올레 다 브라조는 각각 바이올린 2대, 비올라 2대, 첼로 1대로 구성된 5부 앙상블 2개로 구성되어 있다. 금관 악기 그룹은 4개 또는 5개의 트롬본( sackbuts ), 3개의 트럼펫 및 2개의 코르넷으로 구성된다. 2개의 하프시코드( duoi gravicembani ), 더블 하프( arpa doppia ), 2개 또는 3개의 chitarroni, 2개의 파이프 오르간( organi di legno ), 3개의 베이스 비올라 다 감바 및 리갈 또는 작은 리드 오르간이 포함된다. 이 그룹의 외부에는 두 개의 녹음기( flautini alla vigesima secunda )와 아마도 하나 이상의 citterns( Monteverdi에 의해 나열되지 않았지만 4막의 끝과 관련된 지침에 포함됨)가 있다.

## 개요
액션은 트라키아의 필드(1막, 2막, 5막)와 지하 세계(3막과 4막)의 대조되는 두 위치에서 진행된다. 기악 토카타 (영어: "tucket", 트럼펫 연주를 의미)는 다섯 절의 프롤로그를 노래하는 "음악의 정신"을 나타내는 La musica의 입구에 앞서 있다. 청중을 환영한 후 그녀는 감미로운 소리를 통해 "모든 괴로운 마음을 진정시킬 수 있다"고 발표한다. 그녀는 "노래로 야수를 홀린" 드라마의 주인공 오르페오를 소개하기 전에 음악의 힘에 대한 또 다른 찬가를 부른다. 

### 1막
라뮤지카의 마지막 침묵 요청 이후 1막에서 막이 오르며 목가적인 장면을 드러낸다. 오르페오와 에우리디체는 그리스 합창단 의 방식으로 행동하는 님프와 양치기의 합창과 함께 그룹으로 그리고 개인으로서 행동에 대해 논평한다. 양치기는 오늘이 부부의 결혼식이라고 알린다. 합창단은 먼저 위엄 있는 부르짖음으로("오라, Hymen, 오와라"), 그 다음에는 즐거운 춤으로("산을 떠나라, 분수를 떠나라") 화답한다. 오르페오와 에우리디체는 대부분의 일행과 함께 성전에서 결혼식을 올리기 위해 떠나기 전에 서로에 대한 사랑을 노래한다. 무대에 남겨진 이들은 짧은 합창을 부르며 오르페오가 사랑이 그를 숭고한 행복의 상태에 이르게 하기 전에 "그에게 한숨은 음식이요 우는 것이 음료였다"고 언급했다.

### 2막
오르페오는 메인 코러스와 함께 돌아와 그들과 함께 자연의 아름다움을 노래한다. 오르페오는 자신의 이전 불행을 회상하지만 "슬픔 후에는 더 만족하고 고통 후에는 더 행복해진다"고 선언한다. Lamesaggera가 들어오면서 만족의 분위기는 갑자기 끝나고, Euridice가 꽃을 모으던 중 치명적인 뱀에 물렸다는 소식을 전한다. 합창단은 "아, 쓰라린 사건이여, 아, 불경하고 잔혹한 운명이여!"라는 고뇌를 표현하는 반면, Messaggera는 나쁜 소식이 전해진다고 스스로를 꾸짖다("영원히 나는 도망칠 것이며, 외로운 동굴에서 내 슬픔과 함께"). 오르페오는 슬픔과 불신을 토로한 후("너는 죽었고, 나는 숨을 쉬고 있다?") 지하세계로 내려가 통치자를 설득하여 에우리디체를 다시 살릴 수 있도록 하겠다는 뜻을 밝혔다. 그렇지 않으면 그는 "나는 죽음과 함께 남을 것이다"라고 말한다. 그는 떠나고 합창단은 애도를 다시 시작한다.

### 3막
오르페오는 스페란자의 인도를 받아 하데스의 문으로 향한다. 문에 적힌 말("여기 들어오는 모든 자들아, 희망을 버려라")을 지적하고  Speranza는 떠난다. 오르페오는 이제 뱃사공 카론테 와 마주하게 되는데, 카론테는 오르페오에게 가혹하게 말하며 그를 스틱스 강 건너편으로 데려가기를 거부한다. 오르페오는 카론테에게 아첨하는 노래("강한 정신과 강력한 신성")를 불러 카론테를 설득하려 하지만 뱃사공은 움직이지 않다. 그러나 오르페오가 거문고를 들고 연주하자 카론테는 진정되어 잠에 빠진다. 기회를 포착한 오르페오는 뱃사공의 배를 훔쳐 강을 건너 지하세계로 들어가는 동안, 영혼의 합창은 자연이 인간을 막을 수 없다는 것을 반영한다. "그는 연약한 나무로 바다를 길들였고 바람의 분노를 경멸했다."

### 4막
지하세계에서 오르페오의 노래에 깊은 영향을 받은 하데스의 여왕 프로 세르피나는 남편인 플루토네 왕에게 에우리디체의 석방을 청원한다. 그녀의 간청에 감동한 플루톤은 에우리디체를 세계로 인도할 때 오르페오가 뒤돌아보지 말아야 한다는 조건에 동의한다. 만일 그가 그렇게 한다면, "한 번의 시선으로 그를 영원한 손실에 처하게 할 것이다." 오르페오가 들어와 에우리디체를 이끌고 그날은 아내의 하얀 품에 안겨 자신 있게 노래를 부른다. 그러나 그가 노래를 부를 때 "그녀가 따르고 있다고 누가 나에게 확신을 줄까요?" . 아마도 그는 시기심에 이끌린 플루톤이 악의를 통해 조건을 부과했다고 생각한다. 갑자기 무대 밖에서의 소동에 정신이 흐트러진 오르페오는 주위를 둘러본다. 즉시 Euridice의 이미지가 퇴색하기 시작한다. 그녀는 절망적으로 노래한다. "너무 많은 사랑으로 나를 잃어버렸나요?" 그리고 사라진다. 오르페오는 그녀를 따라가려 하지만 보이지 않는 힘에 이끌려 멀어진다. 영혼의 합창은 하데스를 이겨낸 오르페오가 차례로 자신의 열정에 압도되었다는 것을 노래한다.

### 5막
트라키아의 들판으로 돌아온 오르페오는 자신의 상실을 한탄하고 에우리디체의 아름다움을 찬양하며 다시는 큐피드의 화살에 심장을 꿰뚫지 않겠다고 다짐 하는 긴 독백을 남긴다. 무대 밖에서 메아리가 그의 마지막 구절을 반복한다. 갑자기 구름 속에서 아폴론이 하늘에서 내려와 그를 꾸짖다. 그는 오르페오에게 세상을 떠나 하늘에서 자신과 합류하도록 초대한다. 그곳에서 그는 별에서 에우리디체의 모습을 알아볼 것이다. 오르페오는 그런 현명한 아버지의 조언을 따르지 않는 것은 가치가 없을 것이라고 대답하고 함께 올라간다. 양치기들의 합창은 오페라가 활기찬 모레스카로 끝나기 전에 "고난 중에 씨를 뿌리는 자는 모든 은총의 열매를 거둘 것이다"라고 결론짓는다.

## 참고 자료